# Líder supremo de Irán
El líder supremo de Irán (en persa: رهبر معظم ایران‎, romanizado: rahbar-e mo'azzam-e irān), también conocido como líder supremo de la Revolución Islámica (رهبر معظم انقلاب اسلامی,rahbar-e mo'azzam-e enqelāb-e eslāmi), pero oficialmente denominado autoridad suprema de liderazgo (مقام معظم رهبری, maqām mo'azzam rahbari) es el jefe de Estado, la máxima autoridad política y religiosa de la República Islámica de Irán. Las fuerzas armadas, el poder judicial, la televisión estatal y otras organizaciones gubernamentales clave están sujetas al líder supremo. El actual titular, Alí Jamenei, ha emitido decretos y ha tomado las decisiones finales sobre economía, medio ambiente, política exterior, educación, planificación nacional y todo lo demás en Irán. Jamenei también toma las decisiones finales sobre la cantidad de transparencia en las elecciones, y ha despedido y reincorporado a los nombramientos del gabinete presidencial. El líder supremo elige directamente a los ministros de Defensa, Inteligencia y Asuntos Exteriores, así como a otros ministros, como el ministro de Ciencia. La política regional de Irán está directamente controlada por la Oficina del Líder Supremo con la tarea del Ministerio de Relaciones Exteriores limitada al protocolo y ocasiones ceremoniales. Todos los embajadores de Irán en los países árabes, por ejemplo, son elegidos por el Cuerpo de Quds, que informa directamente al líder supremo.
El cargo fue establecido por la Constitución de Irán en 1979, de conformidad con el concepto de la «tutela del jurista islámico». De acuerdo con la Constitución, los poderes del gobierno en la República Islámica del Irán están en manos de la legislatura, el poder judicial y los poderes ejecutivos, que funcionan bajo la supervisión del líder supremo. El estilo «líder supremo» (en persa: رهبر معظم‎, romanizado: rahbar-e mo'azzam) se usa comúnmente como un signo de respeto, aunque la Constitución simplemente los designa como «líder» (رهبر, rahbar).
El líder supremo se ubica por encima del presidente de Irán y nombra personalmente a los jefes de las fuerzas armadas, el gobierno y el poder judicial. Originalmente, la constitución requería que el líder supremo fuera un marya taqlid, el clérigo de más alto rango en las leyes religiosas usulíes, imamíes y chiíes. Sin embargo, en 1989, la Constitución fue enmendada y simplemente solicitó una «beca» islámica, por lo que el líder supremo podría ser un clérigo de menor rango.
En su historia, Irán solo ha tenido dos líderes supremos: Ruholá Jomeiní, quien ocupó el cargo desde 1979 hasta su muerte en 1989, y Alí Jamenei, quien ocupa el cargo desde la muerte de Jomeiní.
En teoría, el líder supremo es elegido y supervisado por la Asamblea de los Expertos. Sin embargo, todos los candidatos a la membresía en la Asamblea de los Expertos (incluidos el presidente y el majlis son nombrados por el Consejo de Guardianes, cuyos miembros, a su vez, son nombrados por el líder supremo. Además, todos los miembros elegidos directamente de la Asamblea de los Expertos aún requieren la aprobación del líder supremo incluso después del proceso de investigación del Consejo de Guardianes. De este modo, la Asamblea nunca ha cuestionado al líder supremo. Ha habido casos en los que el titular Alí Jamenei criticó públicamente a miembros de la Asamblea, lo que resultó en el arresto de los mismos y su posterior deportación. También ha habido casos en los que el Consejo de Guardianes derogó su prohibición a personas particulares después de que Jamenei se lo ordenara. El líder supremo es legalmente considerado «inviolable» y los iraníes son castigados rutinariamente por cuestionarlo o insultarlo.

## Elección
El líder supremo de Irán es elegido por la Asamblea de los Expertos, órgano electo por el pueblo compuesto por clérigos, que puede revocar esta decisión. Ante la falta de un líder adecuado la Asamblea puede designar una comisión que ejerza las mismas funciones. Los artículos 5 y 109 de la Constitución de Irán explicitan el perfil del líder supremo:
1. Debe ser un conocedor de la jurisprudencia islámica.
2. Debe ser justo y piadoso y gozar de estima entre la población.
3. Debe también poseer características que demuestren su perspicacia política y social, así como prudencia y coraje.

## Atribuciones
El líder supremo es la autoridad máxima en términos políticos y religiosos. Es el Comandante Supremo de los Cuerpos de la Guardia Revolucionaria Islámica, orienta la política exterior y decide sobre cuestiones relativas a la guerra y a la paz. Su poder no puede ser puesto en entredicho en nombre del principio del "velayat-y-faqih", que instituye la supremacía del poder espiritual. 
Los deberes del líder supremo se encuentran consignados en el artículo 110 de la constitución. El líder supremo es responsable:
1. Del nombramiento del jefe del poder judicial, del jefe de las fuerzas militares, del jefe de las fuerzas de seguridad, así como elige seis de los doce miembros del Consejo de los Guardianes.
2. Nombra los directores de la emisora iraní de radio y televisión.
3. Debe mediar en las disputas entre los tres poderes (ejecutivo, legislativo y judicial).
4. El líder supremo firma el decreto para la elección por el pueblo del presidente de Irán, pudiendo cesarlo libremente en el caso de que entienda que este no gobierna según lo establecido en la constitución.
5. Puede también reducir o anular penas.

## Lista de líderes supremos
| No. | Foto | Nombre Español · Persa            | Inicio                 | Final              | Tiempo en el cargo | Periodo de vida                                         | Lugar de nacimiento                  | Notas                                                                                             |
| --- | ---- | --------------------------------- | ---------------------- | ------------------ | ------------------ | ------------------------------------------------------- | ------------------------------------ | ------------------------------------------------------------------------------------------------- |
| 1   |      | Ruhollah Jomeiní سیدروح‌الله خمینی | 3 de diciembre de 1979 | 3 de junio de 1989 | 9 años y 182 días  | 24 de septiembre de 1902 – 3 de junio de 1989 (86 años) | Jomein, Provincia de Markazí         | Líder de la Revolución iraní, y fundador de la República Islámica de Irán.                        |
| 2   |      | Alí Jamenei سیدعلی خامنه‌ای        | 4 de junio de 1989     | En el cargo        | 36 años y 21 días  | 19 de abril de 1939 (86 años)                           | Mashhad, Provincia de Jorasán Razaví | Anteriormente se desempeñó como presidente de Irán desde 1981 hasta la muerte de Jomeini en 1989. |